# Saint-Laurent-du-Cros
Saint-Laurent-du-Cros är en kommun i departementet Hautes-Alpes i regionen Provence-Alpes-Côte d'Azur i sydöstra Frankrike. Kommunen ligger  i kantonen Saint-Bonnet-en-Champsaur som ligger i arrondissementet Gap. År 2022 hade Saint-Laurent-du-Cros 575 invånare.

## Befolkningsutveckling
Antalet invånare i kommunen Saint-Laurent-du-Cros
Referens:INSEE